# CNN+
CNN+是華納媒體推出的線上串流媒體视频点播平台，于2022年3月29日推出，并与2022年4月30日停止运营。这项新的数字流媒体服务于2021年7月19日宣布，是「影音新闻的演变和公司新时代的开始」。

## 沿革
- 2021年7月，有線電視新聞網公布進軍串流影音服務計畫，將提供有線電視新聞網每日播報內容，以及全新節目與原創內容，甚至也允許使用者選擇播放過往內容。
- 2021年12月12日，福斯新聞主播克里斯·華萊士宣布辭職。不到兩個小時後，CNN便宣布，華萊士將加入CNN+擔任主播。
- 2022年3月29日，有線電視新聞網宣布，旗下串流影音服務CNN+正式上線，而初期價格將以每月2.99美元計價，上線一個月之後將恢復為每月5.99美元，或是以一年59.99美元價格計費。不過，有線電視新聞網說明若使用者在服務上線一個月內註冊，並且持續使用超過一個月，就會維持以每月2.99美元價格計費，藉此吸引更多人訂閱使用。至於在CNN+上線之後，有線電視新聞網依然會維持原本app服務運作，並且在CNN+服務提供差異化內容，藉此吸引更多使用者訂閱[3]。《洛杉磯時報》指出，CNN+還將結合HBO Max成為套裝服務，以與迪士尼的Disney+、ESPN+、Hulu套裝服務競爭[4]。另外，克里斯·華萊士確定在CNN+主持一檔名為《誰在和克里斯·華萊士談話》的節目。
- 2022年4月21日，有消息人士透露CNN+ 将于4月30日停止运作。

## 外部連結
- 官方网站（繁體中文）
- CNN+的Facebook專頁
- CNN+的X（前Twitter）
- CNN+的Instagram帳戶
- YouTube上的CNN+頻道